# سيسيل وود (مهندس معماري)
سيسيل وود (بالإنجليزية: Cecil Wood)‏ هو مهندس معماري نيوزيلندي، ولد في 6 يونيو 1878 في كرايستشرش في نيوزيلندا، وتوفي بنفس المكان في 28 نوفمبر 1947.